# Kemba Walker
Kemba Hudley Walker (Bronx, Nueva York, 8 de mayo de 1990) es un exjugador de baloncesto estadounidense que disputó 12 temporadas en la NBA y una más en Francia. Con 1,83 metros de estatura, jugaba en la posición de base.

## Trayectoria deportiva

### Universidad
Tras haber disputado en 2008 el prestigioso McDonald's All American Game, jugó durante tres temporadas con los Huskies de la Universidad de Connecticut, en la que promedió 16,0 puntos, 4,4 asistencias y 4,2 rebotes por partido.
En su primera temporada fue elegido en el mejor quinteto rookie de la Big East Conference, tras promediar 8,9 puntos por partido. Su mejor encuentro se produjo en la Final Eight ante Missouri, consiguiendo 23 puntos, 5 rebotes y 5 asistencias saliendo desde el banquillo, siendo elegido en el mejor quinteto de la Región del Oeste.
Al año siguiente alcanzó la titularidad, acabando el año en el tercer quinteto de la conferencia, tras liderar a su equipo en anotación en 8 de los últimos 9 partidos de la temporada y promediar 14,6 puntos y 5,1 asistencias.
En la que iba a ser su última temporada como universitario acapararía diversas distinciones tanto individuales como colectivas. Ganó el Torneo de la NCAA, derrotando a Butler por 53-41, siendo el máximo anotador del partido con 16 puntos, a los que añadió 9 rebotes, siendo elegido Mejor Jugador del Torneo. Ganó además el Premio Bob Cousy al mejor base del año, y el Premio Lute Olson que distingue al mejor jugador universitario con al menos dos años de experiencia en el mismo equipo. Fue elegido además por Associated Press en el primer quinteto All-American. Anotó esa temporada 965 puntos, siendo el primer jugador de la historia de los Huskies en sobrepasar la cifra de 900.

#### Estadísticas
| Año     | Equipo      | PJ  | PT | MPP  | %TC  | %3P  | %TL  | RPP | APP | ROB | TPP | PPP  |
| ------- | ----------- | --- | -- | ---- | ---- | ---- | ---- | --- | --- | --- | --- | ---- |
| 2008–09 | Connecticut | 36  | 2  | 25.2 | .470 | .271 | .715 | 3.5 | 2.9 | 1.1 | .2  | 8.9  |
| 2009–10 | Connecticut | 34  | 34 | 35.2 | .405 | .339 | .767 | 4.3 | 5.0 | 2.0 | .4  | 14.6 |
| 2010–11 | Connecticut | 41  | 41 | 37.6 | .428 | .330 | .819 | 5.4 | 4.5 | 1.9 | .2  | 23.5 |
| Total   | Total       | 111 | 77 | 32.8 | .428 | .325 | .782 | 4.3 | 4.4 | 1.7 | .2  | 16.1 |

### Profesional

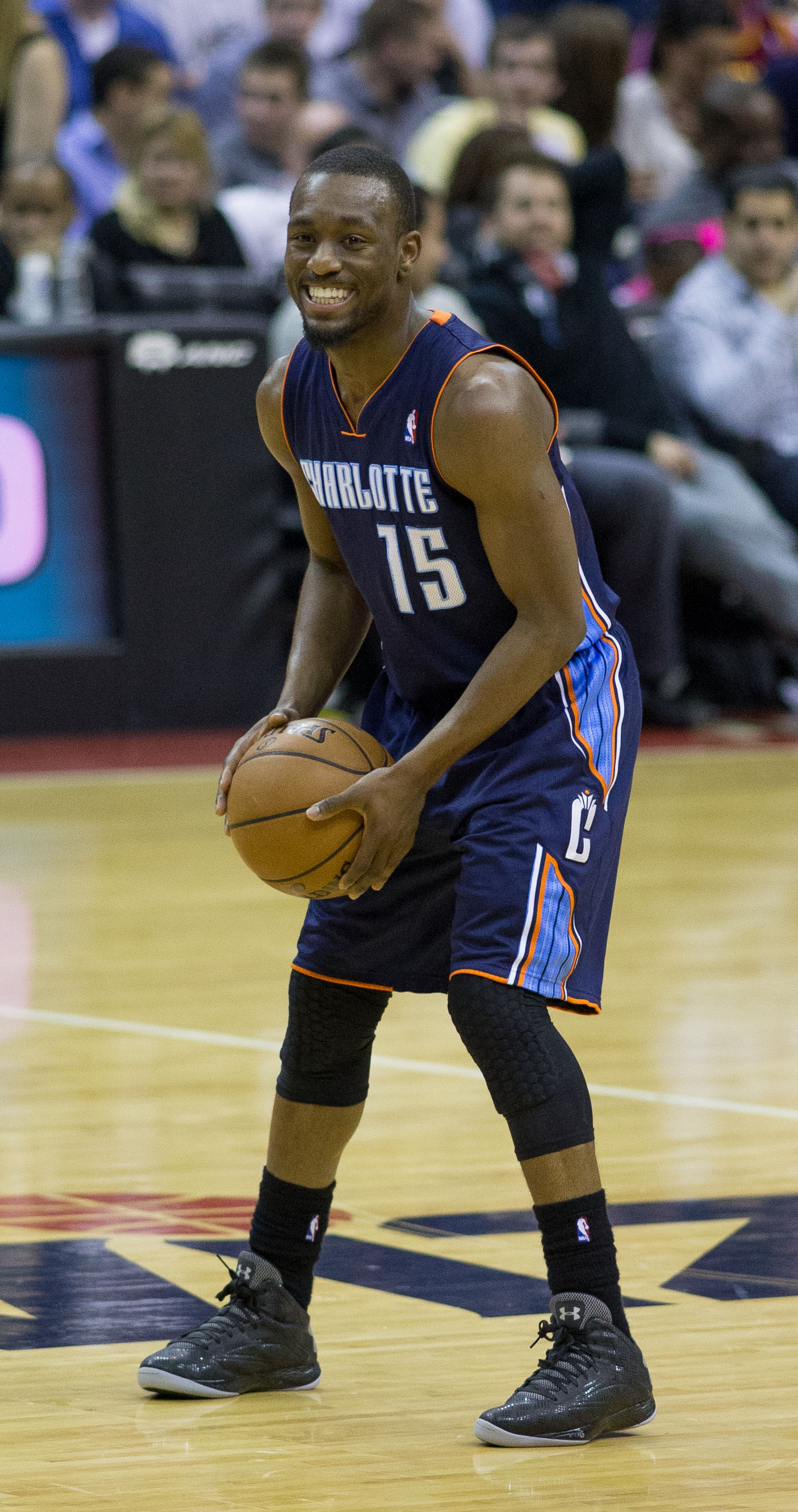
Walker con los Bobcats en 2013.

#### NBA

##### Charlotte
Fue elegido en la novena posición del Draft de la NBA de 2011 por Charlotte Bobcats. Anotando el primer día de su debut 18 puntos desde el banquillo.
En diciembre de 2011, Walker firmó su contrato rookie con los Bobcats, convirtiéndose además en el base titular del equipo tras la lesión de D.J. Augustin. En enero de 2012, Walker consiguió su primer triple-doble ante Washington Wizards con 20 puntos, 11 asistencias y 10 rebotes. Fue el tercer jugador de los Bobcats en conseguirlo, tras Boris Diaw y Stephen Jackson.
El 29 de octubre de 2014, el jugador y los renombrados Charlotte Hornets, llegan a un acuerdo para la extensión de su contrato por un total de 4 años y 48 millones de dólares, convirtiéndose en uno de los jugadores con más peso dentro del equipo.
Durante la temporada 2018-19, en febrero de 2019, fue elegido para participar en su tercer All-Star Game, convirtiéndose junto a Glen Rice en los dos únicos representantes de Charlotte en tres ocasiones, y el tercer titular junto a Larry Johnson (1993) y Eddie Jones (2000). Al término de la temporada fue incluido en el tercer mejor quinteto de la NBA, por primera vez en su carrera.

##### Boston
El 30 de junio de 2019, firma un contrato de $141 millones en 4 años con los Boston Celtics. En su primera temporada en los Celtics, consiguió ser elegido para el All-Star Game de 2020 como titular.

##### New York
Tras dos temporadas en Boston, el 18 de junio de 2021, es traspasado a Oklahoma City Thunder a cambio de Al Horford y Moses Brown. El 6 de agosto fue cortado por los Thunder, y el 11 de agosto se hace oficial su fichaje por New York Knicks. El 25 de diciembre de 2021, consiguió su primer triple-doble desde el 2014, anotando 10 puntos, capturando 10 rebotes y repartiendo 12 asistencias, en la victoria de los Knicks frente a los Atlanta Hawks.
En enero de 2022, se perdió varios encuentros por molestias en la rodilla. A finales de febrero, tras 37 encuentros disputados, Kemba y el equipo, acuerdan que no disputará más encuentros esa temporada. Finalizando la peor temporada de su carrera en cuanto a promedios anotadores, y disputando apenas 25 minutos por partido.

##### Dallas
Durante la noche del draft de 2022 es traspasado a Detroit Pistons en un intercambio entre tres equipos, pero el 30 de junio es cortado por los Pistons. Después de pasar varios meses sin ninguna oferta de la NBA, finalmente el 29 de noviembre firma un contrato mínimo no garantizado para incorporarse a los Dallas Mavericks. En su tercer encuentro con los Mavs, el 17 de diciembre ante Cleveland Cavaliers, anota 32 puntos. El 6 de enero de 2023, fue cortado tras nueve encuentros.

#### Francia y retirada
En julio de 2023 se marcha a Europa a firmar con el AS Mónaco Basket de la LNB francesa por una temporada. Allí gana la liga, pero el 2 de julio de 2024 anuncia su retirada como profesional.

### Selección nacional
Con la selección júnior de Estados Unidos disputó el FIBA AmeriCup Sub-18 de Formosa 2008 donde obtuvieron la plata tras perder la final ante Argentina.
Con la selección absoluta de Estados Unidos disputó un único torneo, el Mundial de 2019, donde quedaron en séptimo lugar.

### Entrenador
Al poco de retirarse, el 3 de julio de 2024, se hace oficial su regreso a los Charlotte Hornets como técnico asistente del entrenador Charles Lee.

## Estadísticas de su carrera en la NBA

### Temporada regular
| Año      | Equipo    | PJ  | PT  | MPP  | %TC  | %3P  | %TL  | RPP | APP | ROB | TPP | PPP  |
| -------- | --------- | --- | --- | ---- | ---- | ---- | ---- | --- | --- | --- | --- | ---- |
| 2011-12  | Charlotte | 66  | 25  | 27.2 | .366 | .305 | .789 | 3.5 | 4.4 | .9  | .3  | 12.1 |
| 2012-13  | Charlotte | 82  | 82  | 34.9 | .423 | .322 | .798 | 3.5 | 5.7 | 2.0 | .4  | 17.7 |
| 2013-14  | Charlotte | 73  | 73  | 35.8 | .393 | .333 | .837 | 4.2 | 6.1 | 1.2 | .4  | 17.7 |
| 2014-15  | Charlotte | 62  | 58  | 34.2 | .385 | .304 | .827 | 3.5 | 5.1 | 1.4 | .5  | 17.3 |
| 2015-16  | Charlotte | 81  | 81  | 35.6 | .427 | .371 | .847 | 4.4 | 5.2 | 1.6 | .5  | 20.9 |
| 2016-17  | Charlotte | 79  | 79  | 34.7 | .443 | .399 | .847 | 3.9 | 5.5 | 1.1 | .3  | 23.2 |
| 2017-18  | Charlotte | 80  | 80  | 34.2 | .431 | .384 | .864 | 3.1 | 5.6 | 1.1 | .3  | 22.1 |
| 2018-19  | Charlotte | 82  | 82  | 34.9 | .434 | .356 | .844 | 4.4 | 5.9 | 1.2 | .4  | 25.6 |
| 2019-20  | Boston    | 56  | 56  | 31.1 | .425 | .381 | .864 | 3.9 | 4.8 | .9  | .5  | 20.4 |
| 2020-21  | Boston    | 43  | 43  | 31.8 | .420 | .360 | .899 | 4.0 | 4.9 | 1.1 | .3  | 19.3 |
| 2021-22  | New York  | 37  | 37  | 25.6 | .403 | .367 | .845 | 3.0 | 3.5 | .7  | .2  | 11.6 |
| 2022-23  | Dallas    | 9   | 1   | 16.0 | .421 | .250 | .810 | 1.8 | 2.1 | .2  | .2  | 8.0  |
| Total    | Total     | 750 | 697 | 33.1 | .418 | .360 | .840 | 3.8 | 5.3 | 1.2 | .4  | 19.3 |
| All-Star | All-Star  | 4   | 2   | 21.0 | .452 | .280 | –    | 2.3 | 4.5 | .8  | .0  | 11.3 |

### Playoffs
| Año   | Equipo    | PJ | PT | MPP  | %TC  | %3P  | %TL  | RPP | APP | ROB | TPP | PPP  |
| ----- | --------- | -- | -- | ---- | ---- | ---- | ---- | --- | --- | --- | --- | ---- |
| 2014  | Charlotte | 4  | 4  | 38.3 | .473 | .500 | .778 | 3.8 | 6.0 | 2.0 | .8  | 19.5 |
| 2016  | Charlotte | 7  | 7  | 37.1 | .366 | .326 | .943 | 3.0 | 4.0 | 1.3 | .6  | 22.7 |
| 2020  | Boston    | 17 | 17 | 36.9 | .441 | .310 | .852 | 4.1 | 5.1 | .9  | .4  | 19.6 |
| 2021  | Boston    | 3  | 3  | 30.3 | .317 | .176 | .900 | 4.0 | 4.0 | .3  | .0  | 12.7 |
| Total | Total     | 31 | 31 | 36.5 | .412 | .324 | .868 | 3.8 | 4.8 | 1.1 | .5  | 19.6 |